# Catarina (prenome)
Catarina é um prenome da onomástica da língua portuguesa. É popular em países cristãos devido ao culto a uma das primeiras santas, Catarina de Alexandria.

## Origem e significado
O nome se originou do grego Αἰκατερίνα  ou Αἰκατερίνη  (Aikaterína, Aikaterínē), de etimologia incerta. O primeiro uso conhecido do nome grego é em referência a Santa Catarina de Alexandria. A teoria de que o nome vem de Hécate, o nome da deusa grega da magia, é considerada pelos editores do Dicionário de Prenomes da Universidade de Oxford como pouco convincente.
No início da era cristã, passou a ser associado ao adjetivo grego καθαρός  (katharos), que significa "puro".

## Popularidade e variações

### Inglês
Na Grã-Bretanha e nos EUA, Catherine e suas variantes estão entre os 100 nomes mais populares desde 1880. As variantes mais comuns são Katherine, Kathryn e Katharine . A ortografia Catherine é comum em inglês e francês. As variantes menos comuns em inglês incluem Katheryn, Katharyn, Kathryne, Katherin, Kathrine, Catharine e Cathryn .
Kathleen ou Cathleen, uma forma anglicizada da forma irlandesa Caitlín, tornou-se estabelecida nos EUA entre pessoas sem descendência irlandesa, mas é menos popular na Inglaterra e no País de Gales.
A forma Karen, de origem dinamarquesa, agora é considerada um nome independente em inglês.
Os diminutivos incluem Katie, Katy, Kate, Kathy, Kathe, Kath, Kay, Kat, Katya, Katyusha, Kitty, Kit, Kasia e outros.